# Mike DeWine
Richard Michael DeWine (Yellow Springs, 5 de enero de 1947) es un político y abogado estadounidense, que actualmente se desempeña como gobernador del estado de Ohio desde enero de 2019.
Es miembro del Partido Republicano, por cual se desempeñó como senador de los Estados Unidos, elegido en 1994 y reelecto en el año 2000. En 2006 DeWine participó para la reelección por un tercer periodo, pero fue derrotado por el candidato demócrata Sherrod Brown. Además, antes de elección al senado, integró la Cámara de Representantes de los Estados Unidos, representando al distrito 7 de Ohio, entre 1983 y 1991. Antiguamente a su participación en el poder legislativo nacional, fue senador estatal. 
Es de origen irlandés, y fue criado bajo la fe católica. DeWine obtuvo su grado de Bachiller universitario en ciencias en educación por la Universidad de Miami en Oxford (Ohio) en 1969 y su juris doctor de la Ohio Northern University College of Law en 1972.